# Amido sintasi
La amido sintasi è un enzima appartenente alla classe delle transferasi, che catalizza la seguente reazione:
ADP-glucosio + (1,4α-D-glucosile)n ⇄ ADP + (1,4α-D-glucosile)n+1
Il nome accettato varia seconda della fonte dell'enzima e della natura del suo prodotto di sintesi, e.g. amido sintasi, glicogeno sintasi batterica. È simile alla glicogeno(amido) sintasi (numero EC 2.4.1.11), ma il nucleoside difosfato preferito per il substrato di zucchero è l'ADP-glucosio. Il nome copre l'amido e la glicogeno sintasi che utilizzano l'ADP-glucosio.